# 川越電力館テラ46
川越電力館テラ46（かわごえでんりょくかんテラ46）は、三重県三重郡川越町にあるJERAが運営するPR展示施設。
元々は中部電力の展示施設であったが、2019年4月1日より川越火力発電所と共にJERAに承継された。

## 概要
1996年（平成8年）7月に開館。施設のテーマは「人と地球の共生と未来」で、名称は公募され、地球誕生から46億年（「テラ」はラテン語で「地球」の意）を表している。

## 施設
- 7F : 川越展望サロン
- 6F : 発電所紹介パネル
- 5F : プレイランド、ハイパーシアター
- 4F : プリンセスKAGUYAアドベンチャーランド、サミットスタジオ、サミットオブジェ
- 3F : ワンダーマシーン、サテライトインフォメーション
- 2F : オリエンテーションルーム
- 1F : 伊勢湾ジオランド

## 開館時間
- 9:00 - 16:40（入館は16:00まで）

## 休館日
- 毎週月曜日（祝日の場合は翌日）
- 毎月第3金曜日
- 年末年始（12月29日～1月3日）